# 毒草 (小説)
『毒草』（どくそう）は、1916年（大正5年）に発表された菊池幽芳による日本の小説であり、同作を原作とし、1917年（大正6年）に小林商会、天活、日活向島の3社が競作で、1931年（昭和6年）に新興キネマが、1937年（昭和12年）に大都映画がそれぞれ製作・公開した日本のサイレント映画である。

## 略歴・概要
小説『毒草』の初出は、菊池幽芳の勤務先が発行する『大阪毎日新聞』、および『東京日日新聞』紙上で、1916年（大正5年）に掲載された。同年から翌1917年（大正5年）にかけて、至誠堂書店から『毒草 お品の巻・疑獄の巻・お仙の巻』全3冊が刊行されている。
菊池の小説は、『己が罪』（1899年 - 1900年）、『乳姉妹』（1903年）と発表されるたびにベストセラーになり、「家庭小説」のジャンルを確立したと言われ、初期の日本映画において多く映画化された。
1917年（大正6年）には小林商会、天然色活動写真（天活）、日活向島撮影所の3社が競作で製作を開始、それぞれ、同年3月11日に同日公開された。同日の浅草公園六区では、三友館では小林商会の『毒草』、大勝館では天活の『毒草』、オペラ館では日活向島の『毒草』をそれぞれ上映するという状態になった。
1931年（昭和6年）には、新興キネマが曽根純三を監督にリメイクし、1937年（昭和12年）には、大都映画が吉村操を監督にリメイクした。いずれもトーキーの時代に入っていたが、サイレント映画として製作されたので、本作を原作にした映画は、サイレント映画のみとなった。映画『毒草』は、いずれのヴァージョンも、東京国立近代美術館フィルムセンターに所蔵されていない。
小説『毒草』は、2009年（平成21年）11月現在、1924年（大正13年）版の全集の復刻である、1997年（平成9年）版以外は、すべて絶版である。 ⇒ #ビブリオグラフィ

## フィルモグラフィ
配役の変遷を中心にした映画化の一覧。
| 年     | 題   | 製作       | 監督       | お品       | 吉蔵     | お源     | お仙     | 紫山       | 千太       | 土手の福 |
| ------ | ---- | ---------- | ---------- | ---------- | -------- | -------- | -------- | ---------- | ---------- | -------- |
| 1917年 | 毒草 | 小林商会   | 井上正夫   | 木下吉之助 | 栗島狭衣 | 井上正夫 | 葛城文子 | 梅島昇     | 吉岡啓太郎 | 藤村秀夫 |
| 1917年 | 毒草 | 天活       | 川口吉太郎 | 桜井武夫   | 熊谷武雄 | 村田正雄 | 東猛夫   | 村田高一   | 国松一     | 志賀靖郎 |
| 1917年 | 毒草 | 日活向島   | 小口忠     | 立花貞二郎 | 大村正雄 | 五月操   | 二島竹松 | 水島亮太郎 | 藤川三之助 | 横山運平 |
| 1931年 | 毒草 | 新興キネマ | 曽根純三   | 森静子     | 津村宏   | 中川芳江 | 徳川良子 | 杉狂児     | 小阪信夫   | 松本泰輔 |
| 1937年 | 毒草 | 大都映画   | 吉村操     | 琴糸路     |          |          |          |            |            |          |

## 1917年 小林商会版

### 正篇
『毒草』（どくそう）は、1917年（大正6年）製作・公開、井上正夫監督による日本のサイレント映画、女性映画である。井上が老婆のお源役で主演し、脚本を書いた栗島狭衣も出演している。栗島は栗島すみ子の父である。特筆すべきは、のちの松竹蒲田撮影所の女優・葛城文子が、「映画女優第一号」とされる花柳はるみの『深山の乙女』（監督帰山教正、1919年）よりも2年早く、映画に出演していることである。葛城は当時、井上の女優劇や連鎖劇に出演していた。
小林商会は、本作を他の2社と同日の同年3月11日に公開した後、別キャストで続篇を製作・公開している。

#### スタッフ・作品データ
- 監督 : 井上正夫
- 脚本 : 栗島狭衣
- 原作 : 菊池幽芳
- 撮影 : 長井信一
- 製作 : 小林商会
- 上映時間（巻数） : 5巻
- フォーマット : 白黒映画 - スタンダードサイズ（1.33:1） - サイレント映画
- 公開日 :  日本 1917年3月11日
- 配給 :  小林商会
- 初回興行 : 浅草・三友館

#### キャスト
- 井上正夫 - お源
- 木下吉之助 - 北川お品
- 栗島狭衣 - 翠紅園主 吉蔵
- 梅島昇 - 島田紫山
- 葛城文子 - お仙
- 藤村秀夫 - 土手の福
- 吉岡啓太郎 - 千太

### 続篇
『毒草』（どくそう）は、1917年（大正6年）製作・公開、日本のサイレント映画、女性映画である。小林商会は、3社競作で同年3月11日に前作を公開した同月、本作を別キャストで製作・公開している。

#### スタッフ・作品データ
- 原作 : 菊池幽芳
- 監督 : 不明
- 製作 : 小林商会
- 上映時間（巻数） : 3巻
- フォーマット : 白黒映画 - スタンダードサイズ（1.33:1） - サイレント映画
- 公開日 :  日本 1917年3月
- 配給 :  小林商会
- 初回興行 : 浅草・みくに座

#### キャスト
- 高部幸次郎
- 市川菊子
- 花浦咲子
- 小堀誠
- 桂寿郎
- 野寺正一

## 1917年 天活版
『毒草』（どくそう）は、1917年（大正6年）製作・公開、川口吉太郎監督による日本のサイレント映画、女性映画である。川口吉太郎は後の川口呑舟である。天然色活動写真大阪撮影所が製作し、他の競作2社と同日、同年3月11日に公開された。

### スタッフ・作品データ
- 監督・脚本 : 川口吉太郎
- 原作 : 菊池幽芳
- 撮影 : 藤野泰
- 製作 : 天然色活動写真大阪撮影所
- 上映時間（巻数） : 6巻
- フォーマット : 白黒映画 - スタンダードサイズ（1.33:1） - サイレント映画
- 公開日 :  日本 1917年3月11日
- 配給 :  天然色活動写真
- 初回興行 : 浅草・大勝館

### キャスト
- 村田正雄 - お源
- 東猛夫 - お仙
- 村田高一 - 紫山
- 熊谷武雄 - 吉蔵
- 桜井武夫 - お品
- 志賀靖郎 - 土手の福
- 国松一 - 千太

## 1917年 日活向島版
『毒草』（どくそう）は、1917年（大正6年）製作・公開、小口忠監督による日本のサイレント映画、女性映画である。日活向島撮影所が製作し、他の競作2社と同日、同年3月11日に公開された。

### スタッフ・作品データ
- 監督 : 小口忠
- 脚本 : 桝本清
- 原作 : 菊池幽芳
- 撮影 : 藤原幸三郎
- 製作 : 日活向島撮影所
- 上映時間（巻数） : 5巻
- フォーマット : 白黒映画 - スタンダードサイズ（1.33:1） - サイレント映画
- 公開日 :  日本 1917年3月11日
- 配給 :  日活
- 初回興行 : 浅草・オペラ館

### キャスト
- 立花貞二郎 - お品
- 五月操 - お源
- 大村正雄 - 吉蔵
- 二島竹松 - お仙
- 水島亮太郎 - 紫山
- 横山運平 - 土手の福
- 藤川三之助 - 千太

## 1931年版
『毒草』（どくそう）は、1931年（昭和6年）製作・公開、曽根純三監督による日本のサイレント映画、女性映画である。新興キネマが製作した、1917年（大正6年）の3社競作作品のリメイクである。

### スタッフ・作品データ
- 監督 : 曽根純三
- 脚本 : 山内英三
- 原作 : 菊池幽芳
- 撮影 : 三木稔
- 製作 : 新興キネマ
- 上映時間（巻数 / メートル） : 15巻 / 3,865メートル
- フォーマット : 白黒映画 - スタンダードサイズ（1.33:1） - サイレント映画
- 公開日 :  日本 1931年10月15日
- 配給 :  新興キネマ
- 初回興行 : 浅草・常盤座

### キャスト
- 津村宏 - 花壇翠紅園主吉蔵
- 森静子 - 重蔵の娘お品
- 徳川良子 - 吉蔵の妹お仙
- 中川芳江 - 吉蔵の母お源
- 杉狂児 - 柴山
- 松本泰輔 - 土手福
- 小宮一晃 - 常吉
- 小池春江 - お留
- 小阪信夫 - 千吉

## 1937年版
『毒草』（どくそう）は、1937年（昭和12年）製作・公開、吉村操監督による日本のサイレント映画、女性映画である。大都映画が製作し、1917年（大正6年）の3社競作作品、および1931年（昭和6年）の新興キネマ作品のリメイクである。

### スタッフ・作品データ
- 監督 : 吉村操
- 脚本 : 伊知地大輔
- 原作 : 菊池幽芳
- 撮影 : 永貞二郎
- 製作 : 大都映画
- 上映時間（巻数 / メートル） : 10巻 / 2,357メートル
- フォーマット : 白黒映画 - スタンダードサイズ（1.33:1） - サイレント映画
- 公開日 :  日本 1937年2月18日
- 配給 :  大都映画
- 初回興行 : 浅草・大都劇場

### キャスト
- 琴糸路
- 橘喜久子
- 水島道太郎
- 藤間林太郎

## ビブリオグラフィ
国立国会図書館蔵書。
- 『毒草 お品の巻・疑獄の巻・お仙の巻』全3冊、菊池幽芳、至誠堂書店、1916年 - 1917年 NDLJP:945529 NDLJP:945530 NDLJP:945531
- 『幽芳全集 第7巻』、菊池幽芳、国民図書、1924年 NDLJP:977281
- 『菊池幽芳全集 第1-4巻』、菊池幽芳、改造社、1933年
- 『菊池幽芳全集 第7卷』、菊池幽芳、日本図書センター、1997年5月 ISBN 4820581864

## 註
1. 1 2  OPAC NDL 検索結果、国立国会図書館、2009年11月25日閲覧。
2. ↑  菊池幽芳、『講談社 日本人名大辞典』、講談社 / 『百科事典マイペディア』、日立システムアンドサービス、コトバンク、2009年11月26日閲覧。
3. 1 2 3  菊池幽芳、日本映画データベース、2009年11月26日閲覧。
4. ↑  所蔵映画フィルム検索システム、東京国立近代美術館フィルムセンター、2009年11月28日閲覧。
5. ↑  『日本映画発達史 1 活動写真時代』、田中純一郎、中央公論社、1968年、p.273.（1917年競作の配役）
6. ↑  『芸能人物事典 明治大正昭和』、日外アソシエーツ、1998年、「葛城文子」の項。